# Richard Krautheimer

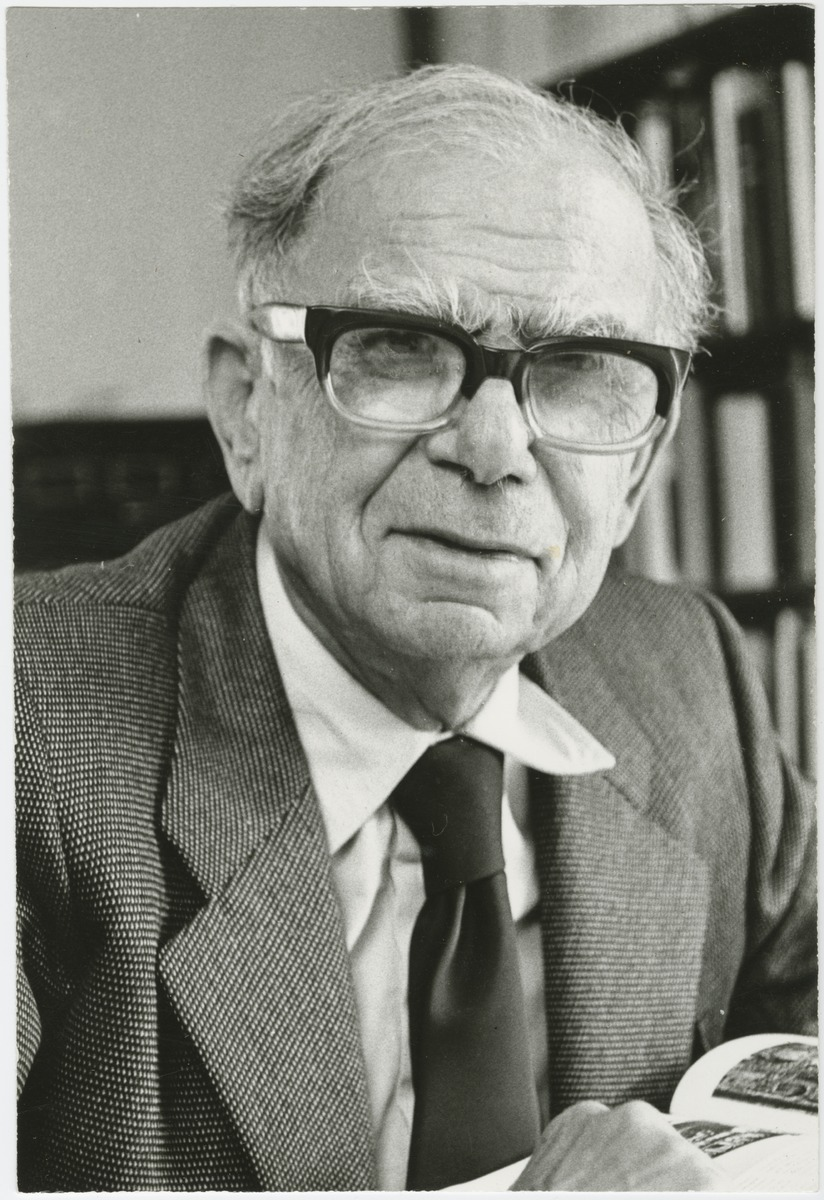
Richard Krautheimer

Richard Krautheimer (Fürth, 6 juli 1897 – Rome, 1 november 1994) was een architectuurhistoricus gespecialiseerd in christelijke en byzantijnse kunst en architectuur. Hij schreef onder meer Rome, Profile of a city, 312-1308.

## Biografie
Krautheimer vocht in de Eerste Wereldoorlog in het Duitse leger. Onder druk van zijn vader studeerde hij recht aan de universiteit van Berlijn. Daar kwam hij in contact met de werken van Heinrich Wölfflin en stapte hij over op kunstgeschiedenis. Hij werkte onder de jonge kunsthistoricus Paul Frankl, wiens werken een grote invloed op hem hadden. Het volgende half jaar verhuisde hij naar Berlijn en studeerde samen met Adolf Goldschmidt, vervolgens ging hij naar Marburg en ten slotte naar Halle, waar hij afstudeerde. Daarna werkte hij voor de Commision of Historical Monuments of Erfurt. In 1924 trouwde hij met een medestudente: Trude Hess.
Na een reis door Frankrijk en Italië gaf hij vanaf 1928 les aan de universiteit van Marburg. Door het opkomende naziregime vluchtte hij in 1933 samen met zijn vrouw naar Rome, waar hij verder werkte aan het ‘Corpus Basilicarum Christianarum Romae’. In 1935 week hij vervolgens uit naar de Verenigde Staten. Daar doceerde hij aan de universiteit van Louisville. Na twee jaar kreeg hij een betrekking aan de Vassar Faculty in New York, waar hij vijftien jaar bleef. In New York gaf hij tevens negentien jaar les aan The Institute of Fine Arts. Over Krautheimer werd gezegd: "as a teacher he had a fatherly devotion for his students and took his duties extremely seriously".
Als architectuurhistoricus kon hij zich de studie van architectuur niet voorstellen als een isolement in een ruimere geschiedenis. Zijn visie als architectuurhistoricus was merkbaar in twee fundamentele artikelen, gepubliceerd tijdens de oorlog. Introduction to an ‘Iconography of Medieval Architecture en The Carolingian Revival of Early Christian Architecture.
Na de Tweede Wereldoorlog kwam architectuur op de tweede plaats. Hij vestigde zijn aandacht op het voorbereiden van een monografie over Ghiberti. Deze publiceerde hij samen met zijn vrouw in 1956. Na het voltooien hiervan richtte hij zich opnieuw op architectuur, met zijn ‘Early Christian and Byzantine Architecture’ gepubliceerd in 1965.
In 1971 vestigde hij zich definitief in Rome. Daar begon hij op zijn 75e met het schrijven van zijn boek Rome, Profile of a City, 312-1308.

## Iconografie
Rond 1940 werd iconografische analyse systematisch toegepast op architectuur in werken van intellectuelen als Krautheimer, Wittkower, Bandmann en Karl Lehmann. Als het waar is dat de taak van iconografie was om het werk te situeren in zijn cultureel milieu, dan leek de publieke en didactische natuur van middeleeuwse gebouwen interessante nieuwe perspectieven te opperen. In deze context suggereren de werken van vier voorstaande figuren van de architecturale iconografie - Richard Krautheimer, Günter Bandmann, Hans Sedlmayr en Erwin Panofsky - hoe iconografische methodes de hedendaagse studie van middeleeuwse architectuur zou kunnen redden van zijn formele en archeologische preoccupaties.
De meest vitale bijdrage kwam van Krautheimer in zijn essay Introduction to an Iconography of Architecture, gepubliceerd in 1942.

## Contextualisme
Krautheimer kan worden beschouwd als een contextualist ‘avant la lettre’. Hij was van mening dat het bestuderen van architectuur enkel mogelijk is met de nodige aandacht voor een ruim geschiedkundig referentiekader. Deze aanpak begint reeds vorm te krijgen in Krautheimer’s eerste boek over de middeleeuwse synagoge architectuur.

## Belangrijkste werken
*Introduction to an Iconography of Medieval Architecture, 1942
Dit werk vormt een bijdrage voor de uitbreiding van het concept van architecturaal symbolisme en het vormt een theoretisch raamwerk voor de architecturale iconografie. Krautheimer zoekt hierin naar gelijkenissen tussen kopieën en originele gebouwen en tussen gebouwtypes en hun betekenis. Hij stelt vast dat sommige gebouwen frequent gekopieerd werden in de vroege middeleeuwse architectuur. Niet met de bedoeling een exacte reproductie te maken, maar om enkele elementen van het origineel over te nemen om de betekenis duidelijk te maken. Bouwwerken bedoeld als replica’s grijpen niet altijd terug op de exacte vorm. Ze kunnen gelijk zijn door overeenkomstige symboliek. Het begrip iconografie vormt een hoeksteen binnen deze gedachte. Krautheimer betitelde zijn essay een ‘introductie’, met de bedoeling dat het een bijdrage zou zijn voor een toekomstige iconografie van architectuur.
*The Pelican Volume on Early Christian and Byzantine Architecture, 1965
Early Christian and Byzantine Architecture is een werk dat een overzicht geeft van meer dan een millennium aan Christelijke architectuur. Krautheimer behandelt de periode vanaf Constantijn tot de val van Constantinopel. De problemen toepasselijk voor architectuur zijn opgenomen in een breed historisch panorama.
*Profile of a city, 312-1308, 1980
Na zijn aankomst in Rome (1971) begon Krautheimer op 75-jarige leeftijd, aan wat een van zijn belangrijkste werken zou worden: Rome, Profile of a city, 312-1308, waarin hij een nieuw genre van monografie uitvond: de geschiedenis van een stad a.d.h.v haar monumenten. Hoofdthema’s zijn de heropleving en de longue durée. Het onderscheid tussen eclectische en vernaculaire architectuur, dat sterk aanwezig was in ‘The Pelican Volume’, vervalt hier volledig: de aandacht wordt getrokken naar alles: grondplan, kerken, bruggen, markten, torens en huizen. Oorspronkelijk zou hij zijn ‘Profile of a city’ verlengen tot 1871, maar gezien zijn eeftijd op dat moment, zei hij dat toch doorzetten ‘koppig’ zou zijn. In 1985 voegde hij toch een dunner volume toe met hetzelfde doel: ‘The Rome of Alexander VII, 1655-1667’, waarin de pracht en het theatrale urbanisme van Alexanders Rome worden uitgelicht, maar er tevens op wijst dat dat Rome destijds niet voor iedereen een goede plaats was om te leven.

## Publicaties
- Krautheimer R., ‘Die Kirchen der Bettelorden in Deutschland 1240-1340’, Halle, 1925, 253 blz.
- Krauheimer R., ‘Mittelalterliche Synagogen. Frankfurter Verlags-Anstalt’, Berlijn, 1927, 284blz.
- Krautheimer R., ‘Zur Venezianischen Trecentoplastik’, Marburger Jahrbuch für Kunstwissenschaft, Vol.5 (1929), p. 193-212
- Krautheimer R., ‘Introduction to an Iconography of Medieval Architecture.’, Journal of the Courtald and Warburg Institutes, Vol. 5, (1942), p. 1–33
- Krautheimer R., ‘The Carolingian Revival of Early Christian Architecture’, Art Bulletin, Vol. 24,(1942), p. 1–38
- Krautheimer R., Hess T., ‘Lorenzo Ghiberti’, Princeton, 1956, 457 blz.
- Krautheimer R., ‘The Pelican Volume on Early Christian and Byzantine Architecture’, Harmondsworth, 1965, 390 blz.
- Krautheimer R., ‘Studies in Early Christian, Medieval and Renaissance Art’, New York, 1969.
- Krautheimer R., ‘Ghiberti's Bronze Doors’, Princeton, 1971.
- Krautheimer R., ‘Corpus Basilicarum Christianarum Romae’, Rome, 1937–1977.
- Krautheimer R., ‘Rome: Profile of a City 312–1308’, Princeton, 1980, 389 blz.
- Krautheimer R., ‘Three Christian Capitals: topography and politics’, Berkeley, 1981, 167 blz.
- Krautheimer R., ‘The Rome of Alexander VII 1655–1667’, Princeton, 1987, 213 blz.
- Krautheimer R., ‘Ausgewählte Aufsätze zur europäischen Kunstgeschichte’, Cologne, 1988.

- Bibsys: 90136527
- Biblioteca Nacional de España: XX834065
- Bibliothèque nationale de France: cb12019280v (data)
- Catàleg d'autoritats de noms i títols de Catalunya: 981058520152006706
- CiNii: DA01809641
- Gemeinsame Normdatei: 120309521
- International Standard Name Identifier: 0000 0001 2145 8772
- Library of Congress Control Number: n81086393
- Bibliotheek van het Japanse parlement: 001145535
- Nationale Bibliotheek van Tsjechië: ola2005298395
- Nationale bibliotheek van Australië: 35282306
- Nationale Bibliotheek van Israël: 987007264173205171
- Nationale Bibliotheek van Polen: a0000001053336
- Nationale en Universitaire bibliotheek Zagreb: 000381451
- Nederlandse Thesaurus van Auteursnamen: 069531765
- RKD-Nederlands Instituut voor Kunstgeschiedenis: 487763
- Istituto Centrale per il Catalogo Unico: CFIV039339
- SNAC: w6988h9n
- Système universitaire de documentation: 028336437
- Trove: 896253
- Union List of Artist Names: 500248366
- Virtual International Authority File: 102327382
- WorldCat: E39PBJqBmVmQcq79Xhm4j6Gfv3